# Diaethria mixteca
Diaethria mixteca is een vlinder uit de familie Nymphalidae. De wetenschappelijke naam van de soort is voor het eerst geldig gepubliceerd in 1977 door De la Maza.